# Gadámesz
Gadámesz líbiai, szaharai oázisváros.
Egymásba épült vályogházai a római uralom előtti időket idézik. A házak összenyitott tetején könnyen átjárnak a nők, így elkerülhetik a férfiak bámész tekintetét.
ANational Geographic Magazine a várost "A sivatag gyöngyszemének" is nevezik. A térség egyik legrégebbi települése. A tunéziai, algériai határvidéken fekvő várost az UNESCO 1986-ban a világörökség részévé nyilvánította. Főként berberek lakják.